# Mathías Corujo
Mathías Corujo Díaz (Sauce, 8 maggio 1986) è un allenatore di calcio ed ex calciatore uruguaiano, di ruolo difensore, tecnico dell'Oriental.

## Carriera

### Nazionale
Viene convocato per la Copa América Centenario negli Stati Uniti.

## Statistiche

### Cronologia presenze e reti in nazionale
| Cronologia completa delle presenze e delle reti in nazionale ― Uruguay | Cronologia completa delle presenze e delle reti in nazionale ― Uruguay | Cronologia completa delle presenze e delle reti in nazionale ― Uruguay | Cronologia completa delle presenze e delle reti in nazionale ― Uruguay | Cronologia completa delle presenze e delle reti in nazionale ― Uruguay | Cronologia completa delle presenze e delle reti in nazionale ― Uruguay | Cronologia completa delle presenze e delle reti in nazionale ― Uruguay | Cronologia completa delle presenze e delle reti in nazionale ― Uruguay |
| Data                                                                   | Città                                                                  | In casa                                                                | Risultato                                                              | Ospiti                                                                 | Competizione                                                           | Reti                                                                   | Note                                                                   |
| ---------------------------------------------------------------------- | ---------------------------------------------------------------------- | ---------------------------------------------------------------------- | ---------------------------------------------------------------------- | ---------------------------------------------------------------------- | ---------------------------------------------------------------------- | ---------------------------------------------------------------------- | ---------------------------------------------------------------------- |
| 5-9-2014                                                               | Sapporo                                                                | Giappone                                                               | 0 – 2                                                                  | Uruguay                                                                | Amichevole                                                             | -                                                                      | 69’                                                                    |
| 8-9-2014                                                               | Goyang                                                                 | Corea del Sud                                                          | 0 – 1                                                                  | Uruguay                                                                | Amichevole                                                             | -                                                                      | 90+2’                                                                  |
| 10-10-2014                                                             | Gedda                                                                  | Arabia Saudita                                                         | 1 – 1                                                                  | Uruguay                                                                | Amichevole                                                             | -                                                                      | 70’ 76’                                                                |
| 13-10-2014                                                             | Mascate                                                                | Oman                                                                   | 0 – 3                                                                  | Uruguay                                                                | Amichevole                                                             | -                                                                      | 70’                                                                    |
| 13-11-2014                                                             | Montevideo                                                             | Uruguay                                                                | 3 – 3 (6 – 7 dtr)                                                      | Costa Rica                                                             | Amichevole                                                             | -                                                                      | 80’                                                                    |
| 18-11-2014                                                             | Santiago del Cile                                                      | Cile                                                                   | 1 – 2                                                                  | Uruguay                                                                | Amichevole                                                             | -                                                                      | 63’ 74’                                                                |
| 6-6-2015                                                               | Montevideo                                                             | Uruguay                                                                | 5 – 1                                                                  | Guatemala                                                              | Amichevole                                                             | -                                                                      | 58’                                                                    |
| 4-9-2015                                                               | Panama                                                                 | Panama                                                                 | 0 – 1                                                                  | Uruguay                                                                | Amichevole                                                             | -                                                                      | 67’                                                                    |
| 8-9-2015                                                               | San José                                                               | Costa Rica                                                             | 1 – 0                                                                  | Uruguay                                                                | Amichevole                                                             | -                                                                      |                                                                        |
| 8-10-2015                                                              | La Paz                                                                 | Bolivia                                                                | 0 – 2                                                                  | Uruguay                                                                | Qual. Mondiali 2018                                                    | -                                                                      | 66’                                                                    |
| 13-10-2015                                                             | Montevideo                                                             | Uruguay                                                                | 3 – 0                                                                  | Colombia                                                               | Qual. Mondiali 2018                                                    | -                                                                      | 57’                                                                    |
| 17-11-2015                                                             | Montevideo                                                             | Uruguay                                                                | 3 – 0                                                                  | Cile                                                                   | Qual. Mondiali 2018                                                    | -                                                                      | 19’                                                                    |
| 27-5-2016                                                              | La Plata                                                               | Uruguay                                                                | 3 – 1                                                                  | Trinidad e Tobago                                                      | Amichevole                                                             | -                                                                      | 46’                                                                    |
| 9-6-2016                                                               | Filadelfia                                                             | Uruguay                                                                | 0 – 1                                                                  | Venezuela                                                              | Coppa America Centenario - 1º turno                                    | -                                                                      | 80’                                                                    |
| 13-6-2016                                                              | Santa Clara                                                            | Uruguay                                                                | 3 – 0                                                                  | Giamaica                                                               | Coppa America Centenario - 1º turno                                    | 1                                                                      | 81’                                                                    |
| 1-9-2016                                                               | Mendoza                                                                | Argentina                                                              | 1 – 0                                                                  | Uruguay                                                                | Qual. Mondiali 2018                                                    | -                                                                      |                                                                        |
| 6-9-2016                                                               | Montevideo                                                             | Uruguay                                                                | 4 – 0                                                                  | Paraguay                                                               | Qual. Mondiali 2018                                                    | -                                                                      |                                                                        |
| 6-10-2016                                                              | Montevideo                                                             | Uruguay                                                                | 3 – 0                                                                  | Venezuela                                                              | Qual. Mondiali 2018                                                    | -                                                                      |                                                                        |
| 11-10-2016                                                             | Barranquilla                                                           | Colombia                                                               | 2 – 2                                                                  | Uruguay                                                                | Qual. Mondiali 2018                                                    | -                                                                      |                                                                        |
| 10-11-2016                                                             | Montevideo                                                             | Uruguay                                                                | 2 – 1                                                                  | Ecuador                                                                | Qual. Mondiali 2018                                                    | -                                                                      | 88’                                                                    |
| 7-6-2017                                                               | Nizza                                                                  | Italia                                                                 | 3 – 0                                                                  | Uruguay                                                                | Amichevole                                                             | -                                                                      | 82’                                                                    |
| 31-8-2017                                                              | Montevideo                                                             | Uruguay                                                                | 0 – 0                                                                  | Argentina                                                              | Qual. Mondiali 2018                                                    | -                                                                      | 68’                                                                    |
| Totale                                                                 |                                                                        | Presenze                                                               | 22                                                                     |                                                                        | Reti                                                                   | 1                                                                      |                                                                        |

## Palmarès

### Club

#### Competizioni nazionali
- Campionato paraguaiano: 2

Cerro Porteño: 2012 (A), 2013 (C)
- Campionato cileno: 1

Universidad de Chile: Apertura 2014
- Copa Chile: 1

Universidad de Chile: 2015
- Supercopa de Chile: 1

Universidad de Chile: 2015
- Supercopa Uruguaya: 1

Peñarol: 2018